# Матинтало, Йоханна
Йоханна Катариина Матинтало (фин. Johanna Katariina Matintalo; род. 11 декабря 1996, Пёутюя, Финляндия) — финская лыжница и бывшая легкоатлетка. Бронзовый призёр чемпионата мира по лыжным видам спорта 2021 года в эстафете 4×5 км в составе команды Финляндии.

## Спортивная карьера

### Карьера легкоатлетки
С юных лет помимо бега на лыжах Йоханна Матинтало серьёзно занималась лёгкой атлетикой: она неоднократно устанавливала национальные рекорды в беге на средние дистанции в своих возрастных категориях, принимала участие в юношеских и юниорских чемпионатах мира. В 14-летнем возрасте на взрослом чемпионате Финляндии ей удалось финишировать второй в беге на 800 м, обновив при этом свой личный рекорд почти на 6 секунд. Год спустя спортсменка повторила свой серебряный успех, а в 2013 году и вовсе стала чемпионкой страны на этой дистанции.
Развитие Матинтало в лёгкой атлетике вскоре застопорилось — причиной тому явились многочисленные травмы спортсменки. В 2016 году она решила окончательно сосредоточиться на лыжных гонках. Её выбору поспособствовали высокий уровень финской лыжной команды и серьёзные спортивные традиции в этом виде.

### Карьера лыжницы
В 2013 году Йоханна Матинтало представляла Финляндию на зимнем Европейском юношеском Олимпийском фестивале в Брашове, где в гонке на 5 км классическим стилем финишировала восьмой и четвёртой — в составе финской команды в смешанной эстафете.
В 2015 году приняла участие в юниорском чемпионате мира, заняв 16-е место в скиатлоне среди девушек до 20 лет. После того, как в 2016 году спортсменка решила сосредоточиться исключительно на лыжах, она переехала в Рованиеми, что способствовало значительному улучшению её результатов. Так, несмотря на травму лодыжки, на юниорском чемпионате мира 2017 года Матинтало удалось завоевать серебряную медаль в скиатлоне среди девушек до 23 лет.
Несмотря на то, что свою первую гонку на Кубке мира Йоханна провела ещё в ноябре 2014 года на домашнем этапе в Руке, закрепиться в основной команде Финляндии ей удалось лишь в феврале 2017 года, когда она заменила завершившую сезон досрочно из-за травмы спины соотечественницу Рииту-Лиису Ропонен. В гонке на 10 км на этапе в Отепя Матинтало неожиданно для многих заняла 12 место, опередив почти всех представительниц своей страны. Благодаря такому высокому результату спортсменка была включена в состав команды Финляндии на чемпионат мира 2017 в Лахти; в единственной для себя гонке первенства — скиатлоне — Йоханна заняла 29-е место.
Йоханна Матинтало была включена в состав финской делегации на Олимпиаду 2018 года в Пхёнчхане. В своей дебютной олимпийской гонке — скиатлоне — она показала 24-й результат, в спринте завершила своё выступление на четвертьфинальной стадии, а в марафоне на 30 км «классикой» стала 18-й.
В сезоне 2018/2019 лыжница впервые взошла на подиум гонки этапа Кубка мира — ей стала эстафета в норвежском Бейтостёлене, в которой финки стали третьими. К чемпионату мира 2019 года в Зефельде по причине перенесённой в начале года болезни спортсменка подошла в нелучших кондициях. Она приняла участие в двух гонках первенства: в скиатлоне показала лишь 32-й результат, проиграв тем самым всем своим соотечественницам, а в «разделке» на 10 км стала 17-й.
Чемпионат мира 2021 года в Оберстдорфе начался для Матинтало довольно успешно — она показала третье время в квалификации спринтерских соревновнаий. Однако падение в четвертьфинальном забеге лишило её шансов на дальнейшую борьбу в этом виде программы. В скиатлоне финке также не удалось побороться за высокие места — её итоговое время стало лишь 30-м. Несмотря на весьма посредственные результаты в предыдущих дисциплинах, Йоханна была включена в финскую четвёрку на эстафету 4×5 км, по результатам которой вместе с командой (Ясми Йоэнсуу, Риитой-Лиисой Ропонен и Кристой Пярмякоски) завоевала «бронзу» мирового первенства. В заключительной гонке чемпионата — марафоне на 30 км классическим стилем — спортсменка показала 13-й результат.

## Результаты

### Олимпийские игры
| Олимпийские игры | Спринт | Командный спринт | 10 км раздельный старт | 7,5+7,5 км скиатлон | 30 км масс-старт | Эстафета |
| ---------------- | ------ | ---------------- | ---------------------- | ------------------- | ---------------- | -------- |
| 2018 Пхёнчхан    | 19     | —                | —                      | 24                  | 18               | —        |

### Чемпионаты мира по лыжным видам спорта
| Чемпионат мира  | Спринт | Командный спринт | 10 км раздельный старт | 7,5+7,5 км скиатлон | 30 км масс-старт | Эстафета |
| --------------- | ------ | ---------------- | ---------------------- | ------------------- | ---------------- | -------- |
| 2017 Лахти      | —      | —                | —                      | 29                  | —                | —        |
| 2019 Зефельд    | —      | —                | 17                     | 32                  | —                | —        |
| 2021 Оберстдорф | 26     | —                | —                      | 30                  | 13               | 3        |

### Кубок Мира
Результаты сезонов
| Сезон | Возраст |             |           |        |     | Зачёты туров   | Зачёты туров | Зачёты туров | Зачёты туров     |
| Сезон | Возраст | Общий зачёт | Дистанция | Спринт | U23 | Nordic Opening | Тур де Ски   | Ски Тур 2020 | Финал Кубка Мира |
| ----- | ------- | ----------- | --------- | ------ | --- | -------------- | ------------ | ------------ | ---------------- |
| 2015  | 18      | н/п         | н/п       | —      | н/п | —              | —            | н/д          | н/д              |
| 2017  | 20      | 73          | 54        | —      | 12  | —              | —            | н/д          | —                |
| 2018  | 21      | 70          | 50        | 72     | 12  | 50             | —            | н/д          | 30               |
| 2019  | 22      | 70          | 56        | 59     | 12  | 43             | —            | н/д          | —                |
| 2020  | 23      | 67          | 41        | н/п    | н/д | 35             | —            | —            | н/д              |
| 2021  | 24      | 23          | 27        | 35     | н/д | 35             | 17           | н/д          | н/д              |

Подиумы
- 3 подиума

| #. | Сезон   | Дата           | Место проведения      | Гонка           | Место | Партнёры по эстафете          |
| -- | ------- | -------------- | --------------------- | --------------- | ----- | ----------------------------- |
| 1  | 2018/19 | 9 декабря 2018 | Бейтостёлен, Норвегия | эстафета 4×5 км | 3     | Пярмякоски, Ропонен, Пииппо   |
| 2  | 2019/20 | 1 марта 2020   | Лахти, Финляндия      | эстафета 4×5 км | 2     | Нисканен, Мононен, Пярмякоски |
| 3  | 2020/21 | 6 февраля 2021 | Лахти, Финляндия      | эстафета 4×5 км | 3     | Нисканен, Мононен, Пярмякоски |